# Santa Úrsula
Santa Úrsula település Spanyolországban, Santa Cruz de Tenerife tartományban. Santa Úrsula La Victoria de Acentejo, Candelaria, Arafo és La Orotava községekkel határos. Lakosainak száma 15 386 fő (2024).

## Népesség
A település népessége az elmúlt években az alábbi módon változott:
| Lakosok száma | 10 907 | 12 237 | 13 393 | 14 013 | 14 374 | 14 296 | 14 189 | 14 679 | 15 114 | 15 386 |
|               | 2001   | 2004   | 2007   | 2009   | 2012   | 2014   | 2017   | 2019   | 2022   | 2024   |